# Orchidantha
Orchidantha ist die einzige Gattung der Familie der Lowiaceae, die zu den Einkeimblättrigen Pflanzen (Monokotyledonen) gehört. Der Gattungsname Orchidantha bedeutet „Orchideen-Blüte“, weil ein Blütenhüllblatt in ein Labellum umgewandelt ist, wie bei den Blüten der Orchideen. Zur Gattung Orchidantha gehören etwa (zwei) 12 bis 23 Arten. Über eine Nutzung der Arten ist nichts bekannt; einige botanische Gärten zeigen eine oder wenige Arten.

## Beschreibung und Ökologie

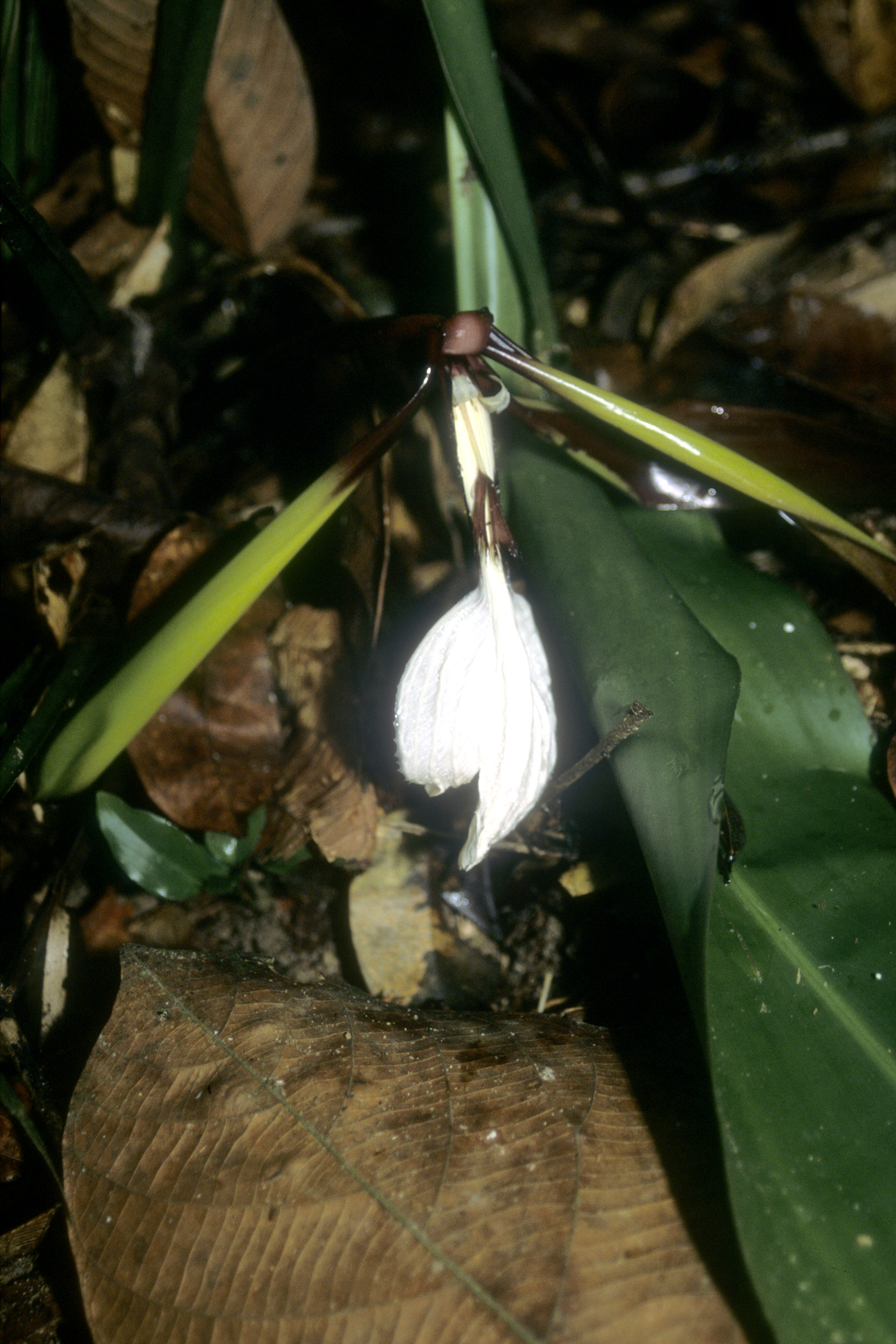
Orchidantha fimbriata, Blüte

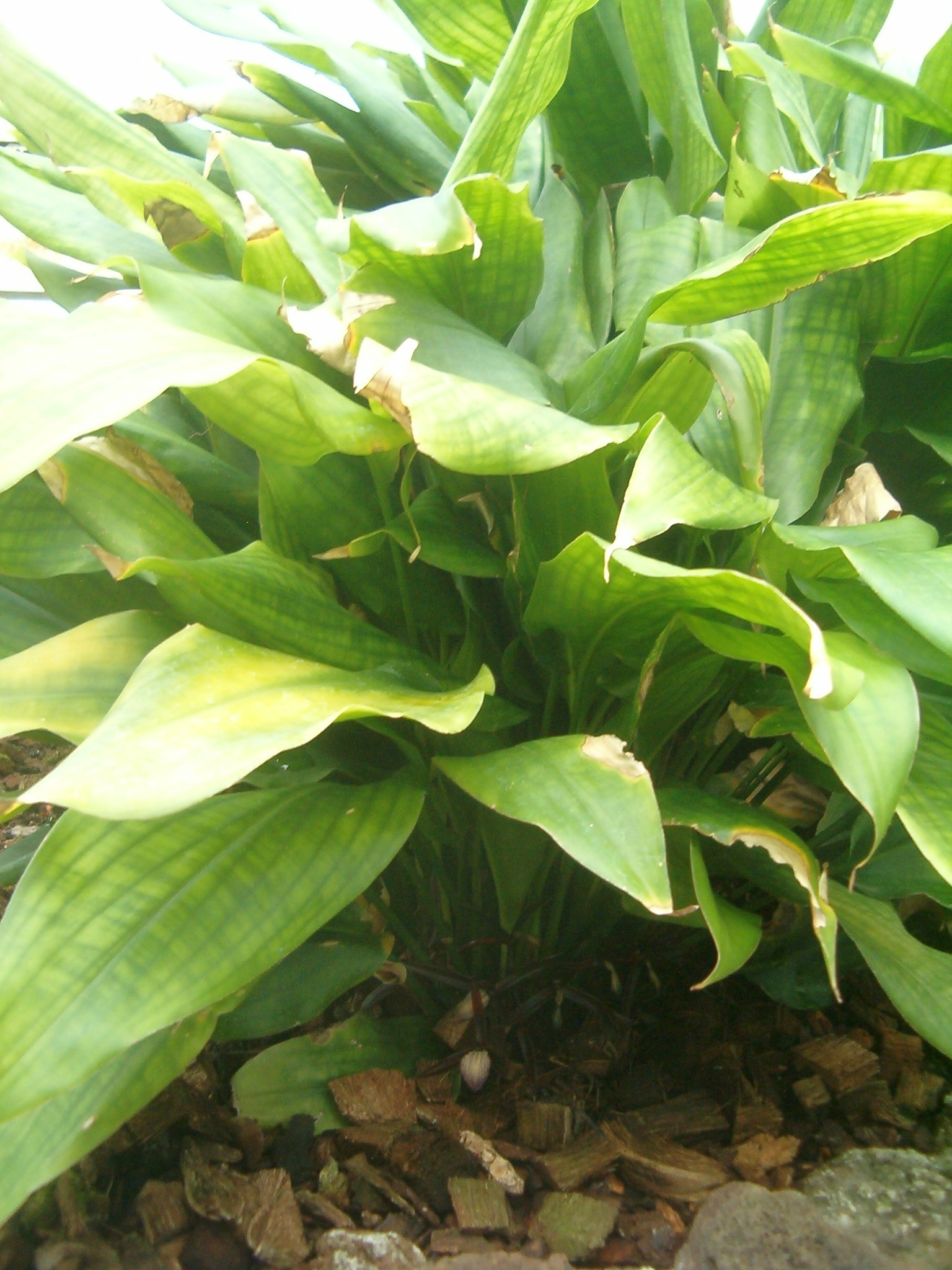
Habitus, gestielte Laubblätter und grundständige Blüten von Orchidantha maxillarioides

### Erscheinungsbild und Blätter
Orchidantha-Arten sind ausdauernde krautige Pflanzen mit kurzen Stängeln und kriechenden Rhizomen. Die wechselständig und zweizeilig angeordneten, einfachen Laubblätter sind gegliedert in lange Blattstiele und Blattspreiten (nicht typisch für Einkeimblättrige aber häufig bei Ingwerartigen (Zingiberales)). Die Blattspreiten besitzen eine deutlich erhabenen Mittelrippe und einige Paare dazu parallel verlaufende Hauptnerven, die mit feinen Seitennerven verbunden sind.

### Blütenstände und Blüten
Die achselständigen oder direkt den Rhizomen entspringenden zymösen Blütenständen (Infloreszenzen) sind wenigblütig oder nur einblütig, mit Hochblättern (Brakteen). Bei einigen Arten ist der größte Teil des Blütenstandes unterirdisch. Die Blüten riechen oft schlecht. Die zwittrigen Blüten sind zygomorph und dreizählig. Die Blütenhüllblätter sind verschieden gestaltet. Die drei Kelchblätter sind zu einer langen, dünnen Röhre verwachsen. Von den drei sehr ungleichen Kronblättern ist das mittlere, je nach Art nach oben oder unten gerichte zu einem großen Labellum umgewandelt und die beiden seitlichen sind nur klein. Pro Blüte gibt es fünf fertiles Staubblätter mit kurzen Staubfäden. Die drei Fruchtblätter sind zu einem unterständigen (synkarpen) Fruchtknoten verwachsen. Der Griffel endet in dreilappigen Narben, die je nach Art in typischer Weise gezähnt oder gefranst ist; dies ist ein Merkmal, das sie von den verwandten Familien deutlich unterscheidet. Die Blühdauer einer einzelnen Blüte beträgt nur einen Tag.
Die Bestäubung erfolgt durch Insekten (Entomophilie), hauptsächlich durch Diptera. Die Art Orchidantha inouei aus Borneo, imitiert den Geruch von Dung um kleine Käfer der Gattung Onthophagus als Bestäuber anzulocken.

### Früchte und Samen
Es werden dreikammerige, lokulizide Kapselfrüchte gebildet, die viele Samen enthalten. Die kugeligen, behaarten Samen besitzen einen dreilappigen Arillus.

## Systematik und Verbreitung

### Botanische Geschichte
Der Gattungsname Orchidantha wurde 1886 von Nicholas Edward Brown in Gardens Chronicle II, 26, 519 veröffentlicht. Typusart ist Orchidantha borneensis N.E.Br. Neuere Bearbeitungen der Gattung Orchidantha ordnen auch die Arten der ehemaligen Gattungen Lowia Scort., Protamomum Ridl. und Wolfia Post & Kuntze hier ein. Der Gattungsname Lowia wurde auch 1886 von Benedetto Scortechini in Nuovo Giornale Botanico Italiano, XVIII, 308 veröffentlicht, aber erst 2 Tage später als die Veröffentlichung von Nicholas Edward Brown, deshalb erhielt Orchidantha die Priorität. Der Gattungsname Lowia ehrt Sir Hugh Low (1824–1905), einen Orchideenspezialisten.  Früher waren diese Arten als Unterfamilie Lowioideae in der Familie der Musaceae enthalten. Der Familienname Lowiaceae wurde 1924 von Henry Nicholas Ridley in On the flora of the eastern coast of the Malay Peninsula., 4, S. 291 veröffentlicht. Ein Synonym für Lowiaceae Ridl. ist Orchidanthaceae Dostál.

### Vorkommen, Verwandtschaft und Evolution
Ihre Verbreitung ist rein süd- und südostasiatisch: vom südlichen China über Kambodscha, Laos, Vietnam, Malaysia bis Indonesien (Borneo) verbreitet sind. Meist findet man sie in feuchten humosen Böden in Immergrünen Regenwäldern, in denen sie den Waldboden in weiten Bereichen bedecken.
Am nächsten verwandt mit den Lowiaceae ist die ebenfalls kleine Familie der Strelitziaceae; sie sind beide in Südostasien beheimatet und ihre beiden Linien haben sich vermutlich erst vor 80 Millionen Jahren getrennt. Ihre gemeinsame Linie hat sich von den neotropischen Heliconiaceae vor etwa 109 Millionen Jahren getrennt. Die gemeinsamen Vorfahren dieser drei Linien hatten also eine Gondwana-Verbreitung.

### Arten ihre Verbreitung
Es gibt seit 2010 etwa 17 Orchidantha-Arten bzw. 23 Arten (Stand 2018):
- Orchidantha borneensis N.E.Br.: Sie kommt auf Borneo vor.[3]
- Orchidantha chinensis T.L.Wu: Es gibt zwei Varietäten:
  - Orchidantha chinensis T.L.Wu var. chinensis: Sie kommt nur in der chinesischen Provinz Guangdong vor.[3]
  - Orchidantha chinensis var. longisepala (D.Fang) T.L.Wu (Syn.: Orchidantha longisepala D.Fang): Dieser Endemit kommt nur im südlichen Guangxi vor.[3]
- Orchidantha fimbriata Holttum: Sie kommt auf der Malaiischen Halbinsel vor.[3]
- Orchidantha foetida T.Jenjittikul & K.Larsen: Sie wurde 2003 aus Thailand erstbeschrieben.[3]
- Orchidantha grandiflora Mood & L.B.Pedersen: Sie wurde 2001 aus Sabah erstbeschrieben.[3]
- Orchidantha holttumii K.Larsen: Sie kommt auf Borneo in Sabah sowie Brunei vor.[3]
- Orchidantha inouei Nagam. & S.Sakai: Sie kommt auf Borneo in Sarawak vor.[3]
- Orchidantha insularis T.L.Wu: Sie kommt nur in Hainan vor.[3]
- Orchidantha laotica K.Larsen: Sie kommt in Laos vor.[3]
- Orchidantha lengguanii Škorničk.: Die 2014 erstbeschriebene Art kommt auf der Malaiischen Halbinsel vor.[3]
- Orchidantha longiflora (Scort.) Ridl.: Sie kommt auf der Malaiischen Halbinsel vor.[3]
- Orchidantha maxillarioides (Ridl.) K.Schum.: Sie kommt auf der Malaiischen Halbinsel vor.[3]
- Orchidantha megalantha Škorničk. & A.D.Poulsen: Die 2017 erstbeschriebene Art kommt in Sarawak vor.[3]
- Orchidantha micrantha Škorničk. & A.D.Poulsen: Die 2017 erstbeschriebene Art kommt in Sarawak vor.[3]
- Orchidantha quadricolor L.B.Pedersen & A.L.Lamb: Sie wurde 2001 aus Sabah erstbeschrieben.[3]
- Orchidantha ranchanensis Syauqina & Meekiong: Die 2016 erstbeschriebene Art kommt in Sarawak vor.[3]
- Orchidantha sabahensis A.L.Lamb & L.B.Pedersen: Sie wurde 2001 aus Sabah erstbeschrieben.[3]
- Orchidantha siamensis K.Larsen: Sie von der Thailändischen Halbinsel bis zur Malaiischen Halbinsel verbreitet.[3]
- Orchidantha stercorea H.D.Trân & Škorničk.: Sie wurde 2010 aus der vietnamesischen Provinz Khánh Hòa erstbeschrieben.[3]
- Orchidantha suratii L.B.Pedersen, J.Linton & A.L.Lamb: Sie wurde 2001 aus Sabah erstbeschrieben.[3]
- Orchidantha vietnamica K.Larsen: Sie kommt in Vietnam vor.[3]
- Orchidantha virosa Škorničk. & Q.B.Nguyen: Die 2014 erstbeschriebene Art kommt in Vietnam vor.[3]
- Orchidantha yunnanensis P.Zou, C.F.Xiao & Škorničk.: Die 2017 erstbeschriebene Art kommt in Yunnan vor.[3]